# Hohtenn

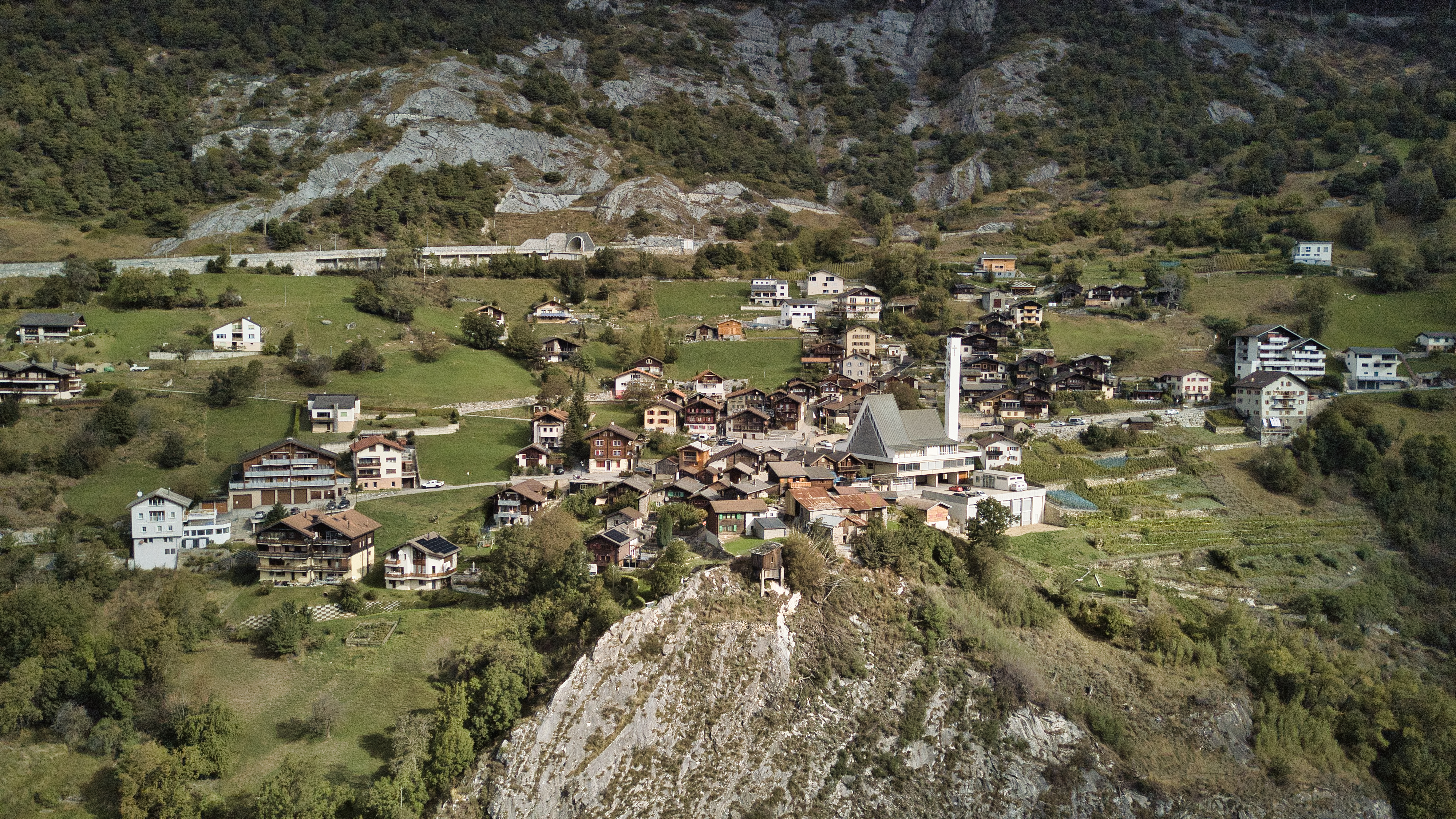
Hohtenn VS

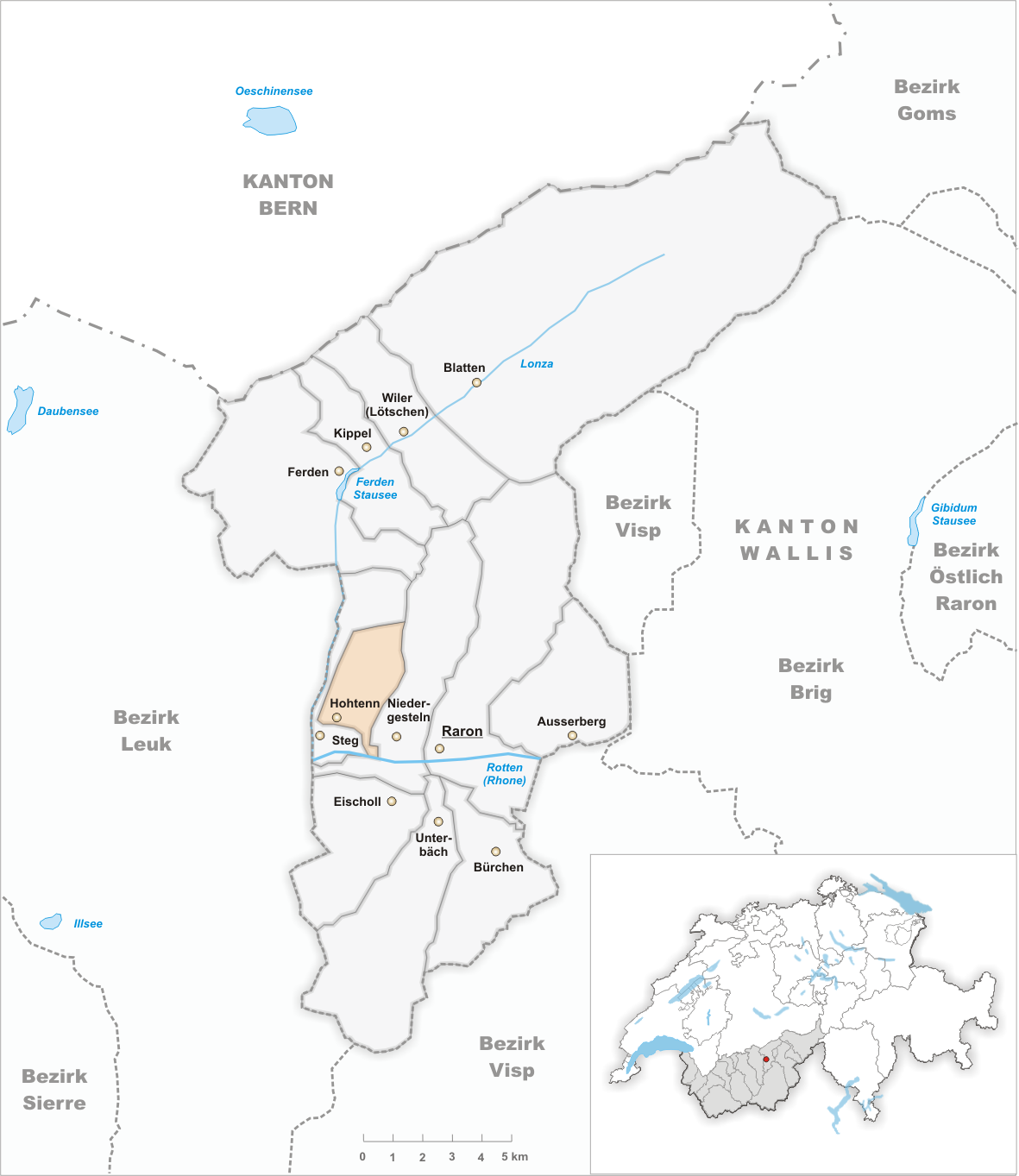
Gemeindestand vor der Fusion am 31. Dezember 2008

Hohtenn (walliserdeutsch: Hote) ist ein Dorf im Oberwallis und ist Teil der Munizipalgemeinde Steg-Hohtenn im Bezirk Westlich Raron im deutschsprachigen Teil des Schweizer Kantons Wallis.
Einige hundert Meter östlich des Ortszentrums befindet sich der spektakuläre Luogelkin-Viadukt.
Am 16. Dezember 2007 stimmten die Bürger der Gemeinden Steg und Hohtenn einer Gemeindefusion zu. Die Gemeindefusion zur Gemeinde Steg-Hohtenn wurde am 1. Januar 2009 vollzogen.

## Bevölkerung
| Bevölkerungsentwicklung | Bevölkerungsentwicklung | Bevölkerungsentwicklung | Bevölkerungsentwicklung      | Bevölkerungsentwicklung | Bevölkerungsentwicklung | Bevölkerungsentwicklung |
| ----------------------- | ----------------------- | ----------------------- | ---------------------------- | ----------------------- | ----------------------- | ----------------------- |
| Jahr                    | 1850                    | 1900                    | 1910                         | 1950                    | 2000                    | 2007                    |
| Einwohner               | 107                     | 170                     | 499 (Bau der Lötschbergbahn) | 308                     | 200                     | 202                     |

## Gemeindepräsidenten
| Amtszeit  | Name               | Partei |
| --------- | ------------------ | ------ |
| 1973–1976 | Josef Kalbermatter | –      |
| 1977–2000 | Julius Abgottspon  | CVP    |
| 2001–2009 | Thomas Kuster      | CSP    |